# Pegomya sinosetaria
Pegomya sinosetaria este o specie de muște din genul Pegomya, familia Anthomyiidae, descrisă de Fan și Zheng în anul 1993.
Este endemică în Yunnan. Conform Catalogue of Life specia Pegomya sinosetaria nu are subspecii cunoscute.